# 霍利 (紐約州)
霍利（英語：Holley）是位於美國紐約州奧爾良縣默里鎮內的一條村。

## 人口
根據2020年美國人口普查的數據，霍利的面積為3.28平方千米，皆為陸地。當地共有人口1754人，而人口密度為每平方千米535人。